# Parno Graszt
Parno Graszt es un grupo musical romaní de Paszab, Hungría, fundado en 1987.
Su álbum Debut Hit The Piano llegó a número 7 en el World Music Chart Europa en octubre de 2002. En 2004 se produjo un documental sobre la música de Parno Graszt, producido por Televisión Húngara y la BBC. Con su segundo álbum Utam az Jarom (2004) Parno Graszt fue votado como el décimo mejor artista del año 2005 por la revista suiza de música Vibrations.

## Etimología
"Parno Graszt" significa "Caballo Blanco" en la lengua romaní. El blanco es símbolo de pureza; el caballo, de libertad.

## Miembros
- József Oláh (vocalista, guitarra, tambura)
- Géza Balogh (vocalista, guitarra, danza)
- Viktor Oláh (vocalista, guitarra, danza)
- Sándor Horváth (vocalista, cucharas, danza)
- János Jakocska (vocalista, guitarra)
- Mária Váradi (vocalista, danza)
- Mária Balogh (vocalista, danza)
- Krisztián Oláh (acordeón)
- János Oláh (contrabajo)
- István Németh (bajo oral, churn)

## Discografía
- Rávágok a zongorára (2002) (Hit the Piano)
- Járom az utam (2004) (...In My World)
- Ez a világ nekem való (2007) (This World Is Made for Me)